# おはよう竹地祐治です
おはよう竹地祐治です（おはようたけちゆうじです）は、CBCラジオで1994年4月10日から1999年4月2日まで、平日朝の時間帯で放送されていたワイドラジオ番組。放送時間は月曜日から金曜日までの7:00 - 8:55（JST）。

## 概要
CBCラジオの朝を更に充実させるべく、若年リスナー層も開拓する目的で、メインパーソナリティに当時入社6年目を迎えて20代だったCBCアナウンサーの竹地祐治を起用してスタートした番組。地域密着を基本としながら、日本全国から世界の情報までバランスよく取り入れ、パーソナリティの竹地自身も取材を行って採り上げた話題の数々を、若手ならではの視点から語るトーク番組を目指した。阪神・淡路大震災や地下鉄サリン事件など一連のオウム真理教事件など大きな事件が多く起きた当時ではあったが、これら大きな出来事も直接取材して現地からのリポートも行い、専門家と共に正確な現況を伝えていた。

## 出演者
メインパーソナリティ
- 竹地祐治

アシスタント
| 期間      | 期間      | 月 - 水曜  | 木曜     | 金曜     |
| --------- | --------- | ---------- | -------- | -------- |
| 1994.4.10 | 1994.9.30 | （不在）   | （不在） | （不在） |
| 1994.10.3 | 1996.3.29 | 仁科友実   | 山村洋子 | 山村洋子 |
| 1996.4.1  | 1997.9.30 | 鷲塚美知代 | 山村洋子 | 山村洋子 |
| 1997.10.1 | 1999.4.2  | 石井皇有   | 広瀬隆   | KEN      |

レポーター
| 期間      | 期間      | 月 - 水曜 | 木曜     | 金曜     |
| --------- | --------- | --------- | -------- | -------- |
| 1994.4.10 | 1996.9.27 | 後藤順子  | 後藤順子 | 後藤順子 |
| 1996.9.30 | 1997.9.26 | 後藤順子  | 石井皇有 | 青木圭子 |
| 1997.9.29 | 1999.4.2  | 後藤順子  | 青木圭子 | 青木圭子 |

## タイムテーブル
（）

### 1994年10月 - 1996年3月
- 7:04 - ニュース
- 7:09 - 竹地祐治のいいたい放題
- 7:14 - 天気予報・交通情報
- 7:20 - 気がかりリポート東奔西走
- 7:26 - 交通情報
- 7:28 - あなたにクエスチョン
- 7:34 - 朝の歳時記
- 7:40 - データ蔵出し
- 7:46 - 交通情報
- 7:51 - 竹地祐治のこの人にせまる
- 7:57 - 交通情報
- 8:00 - ニュース・天気予報
- 8:08 - 午前8時は多士済々
- 8:14 - 情報おっかけタイム
- 8:17 - 交通情報
- 8:21 - 朝からお邪魔します
- 8:27 - ターミナルサロン
- 8:36 - 天気予報
- 8:42 - JAL 旅情報
- 8:44 - 交通情報
- 8:47 - 竹地祐治の情報交差点

### 1996年4月 - 1999年3月
- 7:04 - ニュース
- 7:09 - 竹地祐治のいいたい放題
- 7:14 - 天気予報・交通情報
- 7:20 - 情報おっかけタイム
- 7:26 - 交通情報
- 7:28 - あなたにクエスチョン
- 7:34 - 朝の歳時記
- 7:40 - データ蔵出し
- 7:46 - 交通情報
- 7:51 - 朝のビッグウェイブ
- 7:57 - 交通情報
- 8:00 - ニュース・天気予報
- 8:08 - 気がかりリポート東奔西走 → ほっかほっかリポート東奔西走
- 8:14 - 交通情報
- 8:16 - 朝からお邪魔します
- 8:22 - 竹地祐治のこの人にせまる
- 8:27 - ターミナルサロン
- 8:36 - 天気予報
- 8:42 - JAL 旅情報
- 8:44 - 交通情報
- 8:47 - 竹地祐治の情報交差点

## 上記の他の主なコーナー
- 定番の源流
（定番化した商品の誕生にまつわるエピソードを取材して紹介。同コーナーで放送された内容が1998年11月にSoho出版より書籍化された[2]。）
- 竹地祐治の大叔父にあたる杉原千畝のエピソードを語るコーナー

## 番組本
- 定番の源流 ロングセラーブランドの発想源 （soho出版、1998年11月1日刊）